# Obrium oculatum
Obrium oculatum là một loài bọ cánh cứng trong họ Cerambycidae.